# محمد سليم بركات
محمد سليم ابن محمد بركات (1930 - 5 يونيو 1999) هو كاتب وشاعر ومترجم وأستاذ جامعي مصري.

## حياته
والده الشيخ محمد بركات بن جعفر القصار، وأخوه الشيخ عبد الرحمن بركات هما أيضاً من أعلام دمشق، ومن أتباع المذهب الشافعي. ولد في دمشق عام 1930 وتوفي فيها عام 1999.
تلقى تعليمه في دمشق، ثم انتقل إلى مصر، حيث تخرج من كلية اللغة العربية، قسم الفلسفة واللغات الشرقية في جامعة عين شمس بالقاهرة، ثم نال دبلوم التربية العام والخاص وشهادة التربية وعلم النفس من معهد التربية العالي للمعلمين في ذات الجامعة. التقى خلال دراسته في مصر بكل من توفيق الحكيم، طه حسين، وعباس محمود العقاد وتأثر بمذاهبهم الأدبية. عمل مدرساً للغة العربية وهو عضو جمعية البحوث والدراسات. عمل في المعهد الفرنسي للدراسات العربية بدمشق IFEAD، والذي أصبح لاحقاً IFPO من عام 1970 حتى وفاته عام 1999. تم إيفاده إلى معهد العالم العربي معهد اللغات والحضارات الشرقية بباريس، وهو معهد تابع لجامعة السوربون الفرنسية في باريس حيث عمل مدرساً للأدب العربي والاستشراق من عام 1991 إلى عام 1994.
وبعد وفاته، سميت قاعة باسمه في معهد العالم العربي في باريس وأخرى في المعهد الفرنسي للدراسات العربية بدمشق. نعته صحيفة اللوموند الفرنسية في عددها الصادر بتاريخ 9 حزيران 1999. كما نعاه الكاتب الفرنسي دومينيك ماليه في مقال نشره في مجلة الدراسات الشرقية للشرق الأدنى بعنوان «في تأبين محمد سليم بركات». يجب التمييز بينه وبين سليم بركات، الروائي والشاعر الكردي المولود في القامشلي وهو أيضاً سوري الجنسية.

## أعماله
من أهم ما قدمه للثقافة العربية ترجمته لكتاب «حصن الاسم» إلى اللغة العربية عن اللغة الفرنسية للكاتبة جاكلين سوبليه، وهو من منشورات المعهد الفرنسي للدراسات العربية بدمشق عام 1999. ومقالاً بعنوان «نقوش بيت السباعي» ألفّه بالاشتراك مع الكاتب الفرنسي جان إيف لوبيتال ونبيل اللو. وهو من منشورات مجلة الدراسات الشرقية للشرق الأدنى عام 2001، بالإضافة إلى عدد من المقالات والأبحاث والدراسات والقصائد والقصص القصيرة باللغة العربية. وهو عضو اتحاد الكتاب العرب، والذي مقره العاصمة السورية دمشق.

## للأجيال القادمة
تتلمذ على يد محمد سليم بركات معظم أساتذة اللغة العربية الفرنسيين وباحثي اللغة العربية في القرن العشرين أمثال جان إيف لوبيتال، جورج بوهاس، ليديا بيتيني، آن روغور وتيري بيانكي.
تزوج من فريدة بنت محمد خير الفواخيري (1941-2011) وأنجب منها نوار (أنثى 1968)، مها (أنثى 1969)، محمد (ذكر 1970)، شريف (ذكر 1972)، أحمد (ذكر 1976)، ريم (أنثى 1985).
تم تخصيص شارع في حي المهاجرين الدمشقي ليحمل اسمه، وهو الحي الذي سكن فيه فترة من حياته قبل أن ينتقل إلى ضاحية الشام الجديدة، والتي تعرف أيضاً باسم «مشروع دمر».

## مؤلفاته
حصن الاسم، المعهد الفرنسي للدراسات العربية بدمشق: 1999
نقوش بيت السباعي، مجلة الدراسات الشرقية للشرق الأدنى: 2001

## الجوائز
قلدته وزارة التربية الفرنسية وسام «الفارس» عام 1987، ووسام «الموجّه» عام 1995.